# Clarkeasia
Clarkeasia es un género monotípico de plantas con flores perteneciente a la familia Acanthaceae. Su única especie es: Clarkeasia parviflora (T.Anderson) J.R.I.Wood. 

## Taxonomía
Clarkeasia parviflora fue descrita por (T.Anderson) J.R.I.Wood y publicado en Edinburgh Journal of Botany 51(2): 189. 1994.
Sinonimia
- Echinacanthus andersonii C.B.Clarke
- Echinacanthus andersonii var. viscosus C.B.Clarke
- Echinacanthus longistylus C.B.Clarke
- Echinacanthus parviflorus T.Anderson
- Echinacanthus pumilio C.B.Clarke
- Echinacanthus siamensis Imlay[3]